# Steinweg 40 (Quedlinburg)

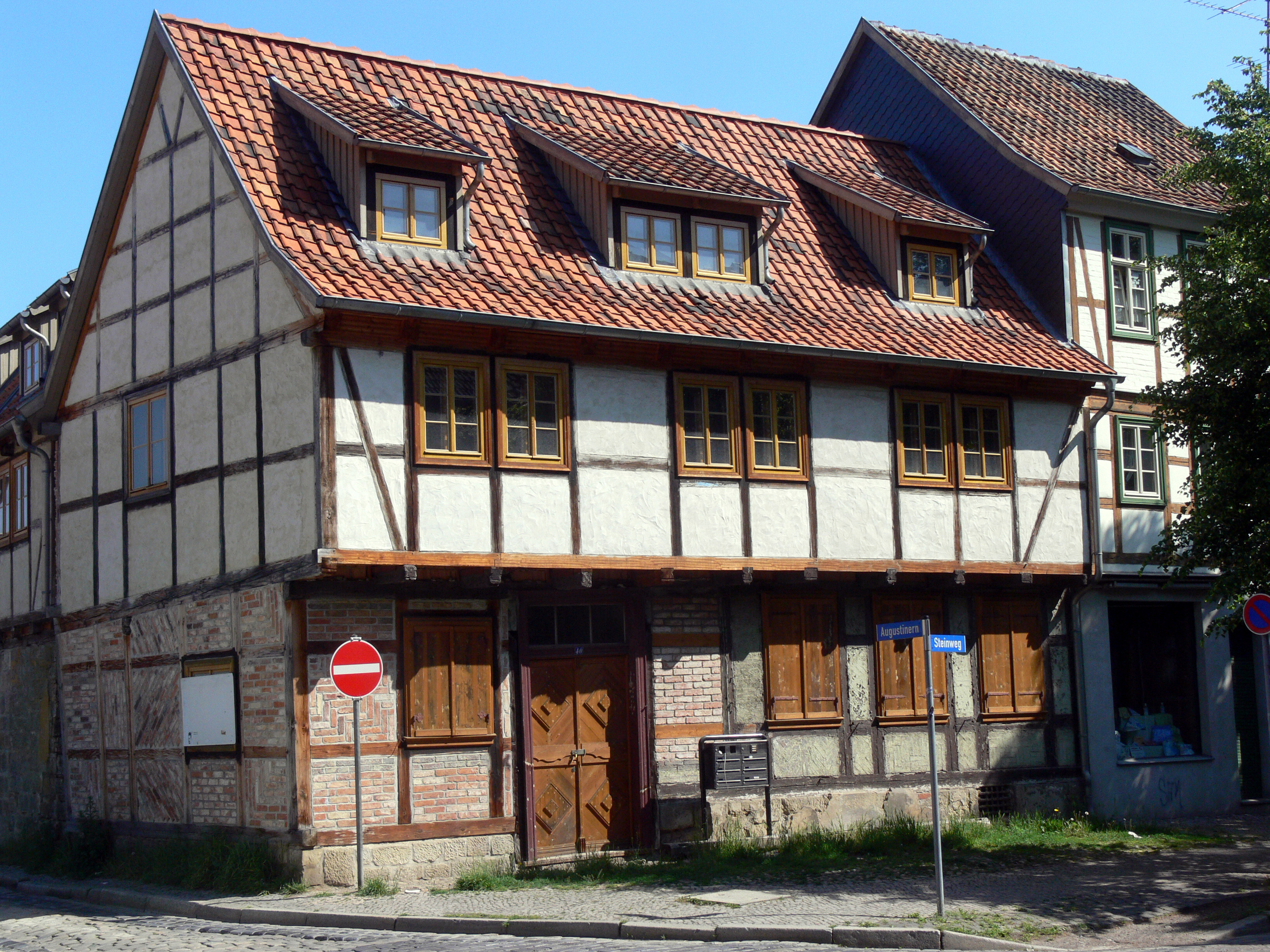
Steinweg 40 (2008)

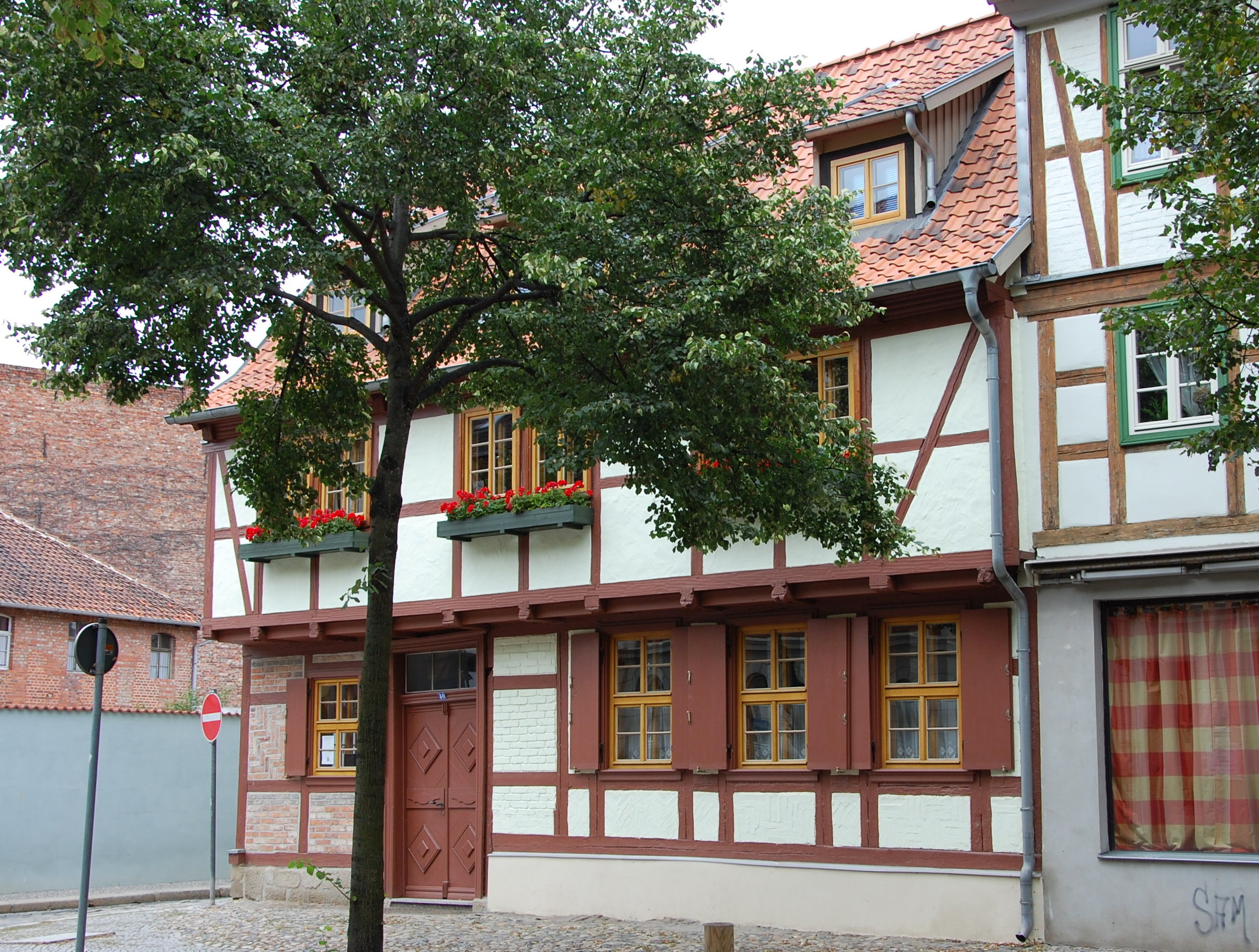
Haus Steinweg 40 im Jahr 2013

Das Haus Steinweg 40 ist ein denkmalgeschütztes Gebäude in der Stadt Quedlinburg in Sachsen-Anhalt.

## Lage
Es befindet sich in der historischen Quedlinburger Neustadt an der Ecke von Steinweg und Augustinern und gehört zum UNESCO-Weltkulturerbe. 

## Architektur und Geschichte
Das dreigeschossige Fachwerkhaus entstand vermutlich in der Zeit der Spätgotik in der ersten Hälfte des 16. Jahrhunderts. Im Quedlinburger Denkmalverzeichnis ist es als Wohnhaus eingetragen. Das Obergeschoss kragt über das Erdgeschoss vor. Ursprünglich vorhandene Bügen und Balkenköpfe wurden später abgesägt. Das Erdgeschoss wurde um 1780 umgebaut und östlich der Hauseingangstür ein kleines, später wieder zurückgebautes, Ladengeschäft eingefügt. Die Fenster wurden vergrößert und Zierausmauerungen der Gefache eingefügt. Darüber hinaus erhielt das Gebäude eine reich verzierte Tür. 
Aus der Bauzeit des Hauses stammt auch der Seitenflügel.